# Budapešťský krátkozobý rejdič
Budapešťský krátkozobý rejdič je plemeno holuba domácího patřící mezi krátkozobé rejdiče. Ve světě je jedním z nejrozšířenějších krátkozobých plemen. Tento holub má společný původ s vídeňským a pražským krátkozobým rejdičem, od nich se však výrazněji odlišuje.
Je to holub malého tělesného rámce, v porovnání s pražským a vídeňským rejdičem má vzpřímenější, tzv. vypjatý postoj. Hlava je výrazná, suchá, méně opeřená, s výraznými hrbolky, přičemž týlní hrbolek zřetelně převyšuje oba hrbolky očnicové a tvoří při pohledu z boku nejvyšší bod celé hlavy. Zobák je velmi krátký, kuželovitý. Oči jsou velké, výrazné, vystouplé, perlového tvaru, jen bílí a sedlatí ptáci mají oči tmavé. Očnicové oblouky i obočnice jsou výrazně vyvinuté.